# Rally RACE de España 1971
Rajd RACE de España 1971 (19. RACE Rallye de España) – 19 edycja rajdu samochodowego RACE Rallye de España rozgrywanego w Hiszpnii. Rozgrywany był od 23 do 25 października 1971 roku. Była to osiemnasta runda Rajdowych Mistrzostw Europy w roku 1971.

## Klasyfikacja rajdu
| Miejsce                      | Kierowca                     | Pilot                        | Samochód                     | Czas                         | Strata                       |                              |
| Klasyfikacja generalna i ERC | Klasyfikacja generalna i ERC | Klasyfikacja generalna i ERC | Klasyfikacja generalna i ERC | Klasyfikacja generalna i ERC | Klasyfikacja generalna i ERC | Klasyfikacja generalna i ERC |
| ---------------------------- | ---------------------------- | ---------------------------- | ---------------------------- | ---------------------------- | ---------------------------- | ---------------------------- |
| 1.                           | Jean-Pierre Nicolas          | Jean Todt                    | Alpine-Renault A110 1800     | 2:37:25                      | 0.0                          |                              |
| 2.                           | Bernard Fiorentino           | Lucien Berbezy               | Simca CG MC 2200 Coupé       | 2:37:36                      | +11                          |                              |
| 3.                           | Estanislao Reverter          | Antonio Freire               | Alpinche                     | 2:46:20                      | +8:55                        |                              |
| 4.                           | Sobiesław Zasada             | Ryszard Nowicki              | BMW 2002 Ti                  | 2:46:22                      | +8:56                        |                              |
| 5.                           | Alberto Ruiz-Giménez         | Javier Bueno                 | Porsche 911 S                | 2:48:14                      | +10:49                       |                              |
| 6.                           | Munari Sandro                | Mario Mannucci               | Lancia Fulvia 1.6 Coupé HF   | 2:49:18                      | +11:53                       |                              |
| 7.                           | Lucas Sainz                  | Juan Carlos Oñoro            | Alpine-Renault A110 1440     |                              |                              |                              |
| 8.                           | Jacques Henry                | Bernard-Etienne Grobot       | Alpine-Renault A110 1600     |                              |                              |                              |
| 9.                           | Jean-Paul Rieu               | Jean-Paul Cuvelier           | BMW 2002 Ti                  |                              |                              |                              |
| 10.                          | Franco Perazio               | Giorgio Rossi                | Lancia Fulvia 1.6 Coupé HF   |                              |                              |                              |